# Rapport Scarman
Le rapport Scarman est un rapport commandé par le gouvernement britannique à la suite des émeutes de Brixton en 1981. Leslie Scarman (en) est nommé par le ministre de l'Intérieur de l'époque, William Whitelaw, le 14 avril 1981 (deux jours après la fin des émeutes) pour mener une enquête sur les causes des soulèvements. Le rapport Scarman est publié le 25 novembre 1981.
Le mandat de l'enquête est formulé en ces termes  « enquêter d'urgence sur les graves troubles survenus à Brixton du 10 au 12 avril 1981 et de faire rapport, avec pouvoir d'émettre des recommandations ».

## Émeutes de Brixton de 1981
Des émeutes ont eu lieu à Brixton, Londres, le 11 avril 1981. À l'époque où Brixton connaissait de gros problèmes sociaux et économiques : chômage élevé, criminalité élevée, logements médiocres, absence d'infrastructures, dans une communauté à prédominance afro-antillaise. La police métropolitaine a lancé l'opération Swamp 81 début avril 1981, visant à réduire la criminalité de rue, principalement par le recours intensif à la loi sus, qui permettait à la police d'arrêter et de fouiller (et finalement d'emprisonner) des individus sur la base d'un simple « soupçon » d’acte répréhensible. Des policiers en civil ont été dépêchés à Brixton et, en cinq jours, de nombreuses personnes sont arrêtées et fouillées. En réaction à ces descentes policières, une émeute a fait des centaines de blessés parmi la police et le public, de nombreux véhicules sont incendiés, dont des véhicules de police et près de 150 bâtiments sont endommagés, dont 28 incendiés. Il y a eu 82 arrestations. Les rapports suggèrent que jusqu'à 5 000 personnes ont été impliquées dans l'émeute

## Preuve
Dans le cadre de l'enquête, diverses personnes et instances ont donné leurs témoignages : le commissaire de police de la métropole (et ses avocats M. J Hazan QC et M. L Marshall Concern), le conseil des relations communautaires de Lambeth, l'arrondissement londonien de Lambeth, la communauté locale de Brixton, des groupes et clubs, le Brixton Legal Defence Group et la Commission pour l'égalité raciale (en).

## Constatations et recommandations
Selon le rapport Scarman, les émeutes constituent une explosion spontanée de ressentiments accumulé depuis longtemps, déclenché par des incidents particuliers. Lord Scarman a déclaré que « des facteurs politiques, sociaux et économiques complexes » ont créé des « dispositions favorables à des protestations violentes ». Le rapport Scarman décrit les situations de désavantage racial et de déclin des centres-villes, et lance un avertissement, réclamant une « action urgente »  et nécessaire pour empêcher que le désavantage racial ne devienne une « maladie endémique et irréversible menaçant la survie même de notre société ».
Scarman a mis en évidence des preuves incontestables de l'utilisation disproportionnée et aveugle des pouvoirs de « contrôle et de fouille » par la police contre la polution noire locale. Le rapport détaille le recours par la police à des barrages routiers et le contrôle et la fouille arbitraires de piétons et des arrestations et détentions massives : 943 contrôles, 118 arrestations et 75 accusations. L'opération Swamp 81 a été menée par les forces de police avoir consulté la  communauté ou les agents de police locaux. Les partenariats existants entre la police, la communauté et les autorités locales s'étaient effondrés avant les émeutes et, selon le rapport Scarman, la population locale se méfiait de la police et des méthodes employées pour le maintien de l'ordre. Scarman émis des  recommandations visant à changer la formation de la police et l'application de la loi, ainsi qu'à recruter un plus grand nombre de minorités ethniques dans les forces de police. Selon le rapport, le « racisme institutionnel » n'était pas établi pas, mais des mesures de  discrimination positive visant à lutter contre les désavantages raciaux constituent « un prix qui vaut la peine d'être payé ».
Les conclusions du rapport Scarman ont été bien accueillies et acceptées par les personnalités politiques, les commissariat de police, la presse et les responsables de relations communautaires. Certaines des recommandations du rapport ont été mises en œuvre. Le « maintien de l'ordre strict » s'est poursuivi et de nouvelles mesures ont été prises pour renforcer la confiance du public dans les autorités locales et les forces de police. Des services de police multi-agences et qualifiés de « doux » ont émergé grâce à des services dits de consultation communautaire, jeunesse et relations raciales. En 1999 toutefois, un autre rapport, e rapport Macpherson déclarait que bon nombre des recommandations du rapport Scarman avaient été ignorées et que la police métropolitaine était « institutionnellement raciste ».
Le rapport Scarman a mis à l'ordre du jour public la question de l’ordre public, et plus particulièrement du maintien de l’ordre. Le 26 novembre 1981 a lieu le débat au parlement pour annoncer la publication du rapport Scarman. Il avait pour thématique principale  « la loi et l'ordre ». David Steel, chef du Parti libéral de l'époque, soutenait qu'une « action urgente » pour empêcher une dérive vers le chaos était nécessaire. Un autre débat en mars 1982, a fait référence aux événements de 1981 en se concentrant sur l'impact de la violence de rue, de la criminalité, du déclin dans  les conditions de vie urbaines et du risque de violence dans le futur si des changements dans les stratégies policières et dans la politique sociale n'étaient pas rapidement introduits. Pendant le débat parlementaire sur les émeutes les intervenants conservateurs et travaillistes ont reconnu la nécessité de soutenir la police, mais un désaccord majeur existait toutefois sur le rôle que la pauvreté et le chômage avait joué dans les émeuted.
À la suite du rapport Scarman, un nouveau code de comportement de la police est proposé avec la loi de 1984 sur la police et les preuves criminelles (en). La loi prévoit la création d'une  Autorité indépendante chargée des plaintes contre la police (en), en 1985, pour tenter de restaurer la confiance du public dans la police.

## «Relations intercommunautaires» et «racisme institutionnel»
Le rapport Scarman était emblématique d'un glissement  de la réflexion sur les relations interraciales (en) vers des préoccupations sur les « relations communautaires ». Selon Paul Rich, les opinions exprimées par Lord Scarman dans le rapport Scarman ressemblaient à celles exprimées dans le milieu de l'ère victorienne. Scarman était préoccupé par le sort des communautés ethniques des centres-villes britanniques et par leurs relations avec le reste de la communauté nationale. Il en concluait qu'il était essentiel que « les gens soient encouragés à s'investir dans leur propre territoire, à en être fiers et à avoir le sens des responsabilités ». L'importance de l'implication de la communauté dans le maintien de l'ordre était bien reconnue, mais le rapport Scarman soulignait que le réaménagement et la planification communautaires constituaient le principal sujet de préoccupation. Scarman recommandait aussi une politique « d'attaque directe et coordonnée contre les désavantages raciaux ».

Le rapport Scarman cherchait à situer les émeutes dans le contexte social, économique et politique de la grande pauvreté qui régnait à Brixton à l'époque. Lord Scarman pensait que les causes des émeutes étaient à recherche dans une pathologie de la famille caribéenne locale, dans le bilinguisme des enfants asiatiques et dans un maintien de l'ordre agressif et inadapté dans une société multiraciale. Scarman mettait donc ce faisant en évidence ce que Robert Beckford a appelé une image pathologique de la jeunesse afro-caribéenne de Brixton. Selon le rapport:
Sans soutien parental étroit, sans emploi et avec peu d'infrastructures récréatives disponibles, le jeune Noir conduit son existence entre les clubs commerciaux miteux et les rues de Brixton. Il y rencontre des criminels qui ne semblent avoir aucune difficulté à obtenir les avantages d'une société matérialiste.
Le rapport Scarman ne rejetait pas la faute sur la police. Alors que le rapport reconnaît que « les actions irréfléchies, immatures et racistes de certains officiers » ont contribué aux émeutes, Lord Scarman a seulement reconnu une discrimination involontaire contre les Noirs. Le rapport concluait que l'allégation selon laquelle « la police est le bras oppressif d'un État raciste démontre non seulement une ignorance totale des dispositions constitutionnelles de contrôle de la police, mais constitue également une injustice envers les officiers supérieurs de la force ». Dans ses recommandations, Scarman admet qu'un maintien de l'ordre « dur », tel que des opérations de contrôle et de fouille, serait nécessaire dans le futur dans les zones caractérisées par de graves problèmes sociaux. Le rapport Scarman cherchait donc à établir comment le maintien de l’ordre pourrait être appliqué sans provoquer de nouvelles flambées de désordre.

## Personnel d'enquête
- Lord Scarman (en)
- Philippe Mawer (en) (secrétaire)
- Nicholas Montgomery Pott (secrétaire adjoint)
- Ted McCormick et Melissa Grant (Ministère de l'Intérieur du Royaume-Uni )
- Robin Auld QC (en), M. JGM Laws et M. L Crawford (avocats chargés de l'enquête) [1]

## Voir également
- Émeute de Saint-Paul en 1980 (en)
- Émeutes de Handsworth en 1981 (en)
- Émeutes de Chapeltown (1981) (en)
- Émeutes de Toxteth (en)
- Émeute de Brixton (1985)
- Émeute de Brixton (1995) (en)